# Tabarca (Hiszpania)

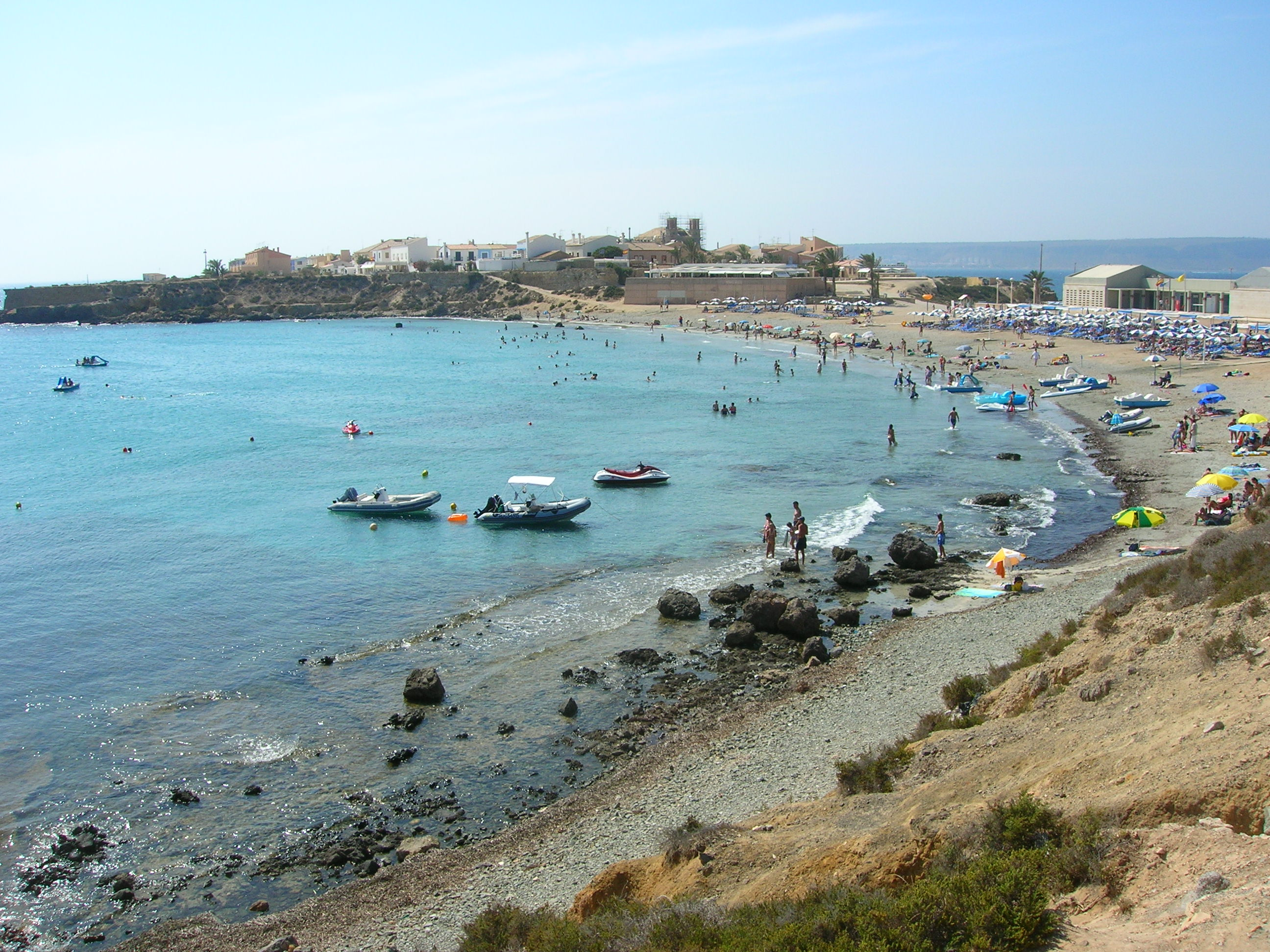
Plaża, kościół i muzeum (po prawej)

Tabarca (hiszp. Isla de Tabarca lub Isla de Nueva Tabarca) – wyspa na Morzu Śródziemnym, zlokalizowana na terenie wspólnoty autonomicznej Walencja, w pobliżu Alicante (20 km) i Santa Pola (8 km) oraz przylądka Cabo de Santa Pola (4,3 km).
Tabarca jest największą (0,3 km²) i jedyną zamieszkaną wyspą niewielkiego archipelagu, złożonego z kilkunastu wysepek, głazów i płycizn, z których największe to:
- Islote de la Nao
- Islote de la Galera
- Punta del Bol
- Bajo de la Nao o de la Llosa
- Escull Forat
- Escull Roig

Administracyjnie wyspa należy do miasta Alicante. Jej maksymalna długość to 1800 m, a szerokość – 380 m. Najwyższy punkt ma 15 m n.p.m. Wyspa dzieli się na dwie zasadnicze części połączone wąskim przesmykiem, w którym ulokowano port:
- wschodnią – niezamieszkaną, porośniętą roślinnością wydmową i opuncjami – znajdują się tutaj ruiny fortu, cmentarz i latarnia morska Isla de Tabarca, a także lęgowiska ptaków,
- zachodnią – zajętą przez osadę Isla Plana o Nueva Tabarca, zabudowaną starą architekturą rybacką z kościołem i rynkiem.

Wyspa znana była Grekom (Planesia) i Rzymianom (Planaria). Około 1700 zwano ją Wyspą św. Pawła (Illa de Sant Pau). Obecna nazwa pochodzi od liguryjskich osadników z tunezyjskiej wyspy Tabarki z XVIII wieku. Przez krótki czas wyspa wykorzystywana była jako więzienie.
W 2009 miasteczko zamieszkiwało 73 stałych mieszkańców. Kod pocztowy to 03138. Gospodarka wyspy nastawiona jest na obsługę ruchu turystycznego – funkcjonują tu liczne restauracje serwujące dania rybne i paellę, a także sklepy z pamiątkami. Nie ma na wyspie samochodów, a jedynie wózki widłowe. Do portu zawijają regularnie katamarany i statki turystyczne z Alicante (godzina rejsu) i Santa Pola (kilkadziesiąt minut). 24 maja 2004 otwarto w pobliżu portu Muzeum Wyspy Tabarca (Museo Nueva Tabarca).
Islote de la Nao stanowi rezerwat florystyczny, chroniący także liczne lęgowiska ptaków. Ponadto na wyspie występują gatunki endemiczne: anisolabis marítima, cryptocefalus espagnoli i brachynema espagnoli. W wodach wokół wyspy istnieją najbujniejsze w hiszpańskich wodach murawy posidonia oceanica.